# Переможниці Відкритого чемпіонату Франції з тенісу в одиночному розряді
Змагання жінок в одиночному розряді на Чемпіонаті Франції розпочалися 1897 року.
Змагання відбувалися навперемін на Расінг 92 та Стад Франсе в Парижі, з 1928 року перенесені на збудований Стад Ролан Гаррос. До 1925 року до змагань допускались тільки члени французьких тенісних клубів. З 1941 до 1944 року, турнір відбувався під час режиму Віші і не враховуються як турніри Великого шолома.

## Чемпіонки
| Позначення                                                                                        |
| † Не вважаються турнірами Великого шолома. Турніри тільки для членів французьких тенісних клубів. |
| †† Не вважаються турнірами Великого шолома.                                                       |

### Чемпіонат Франції

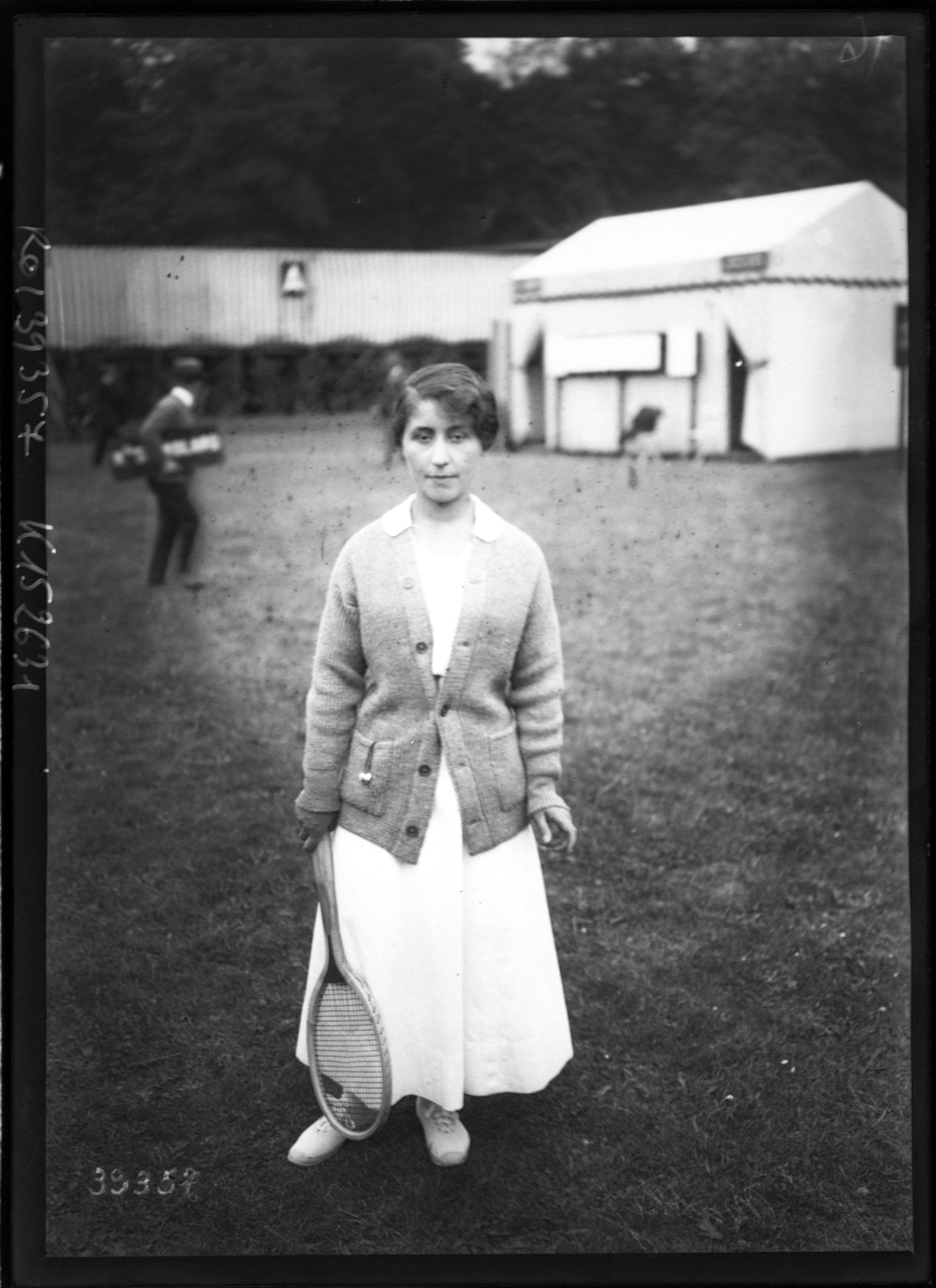
Жанна Матте — чотириразова чемпіонка

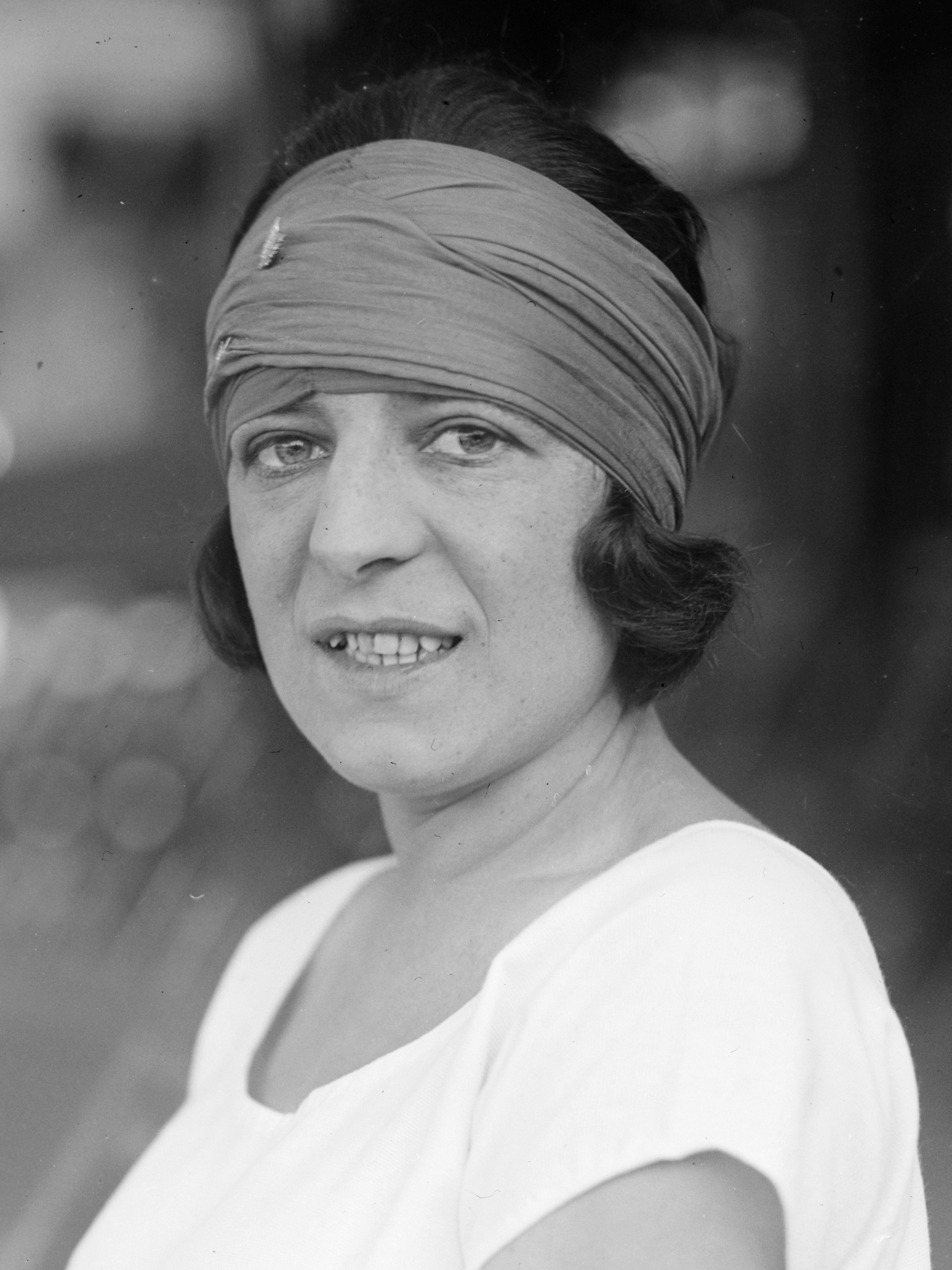
Сюзанн Ленглен — шестиразова чемпіонка

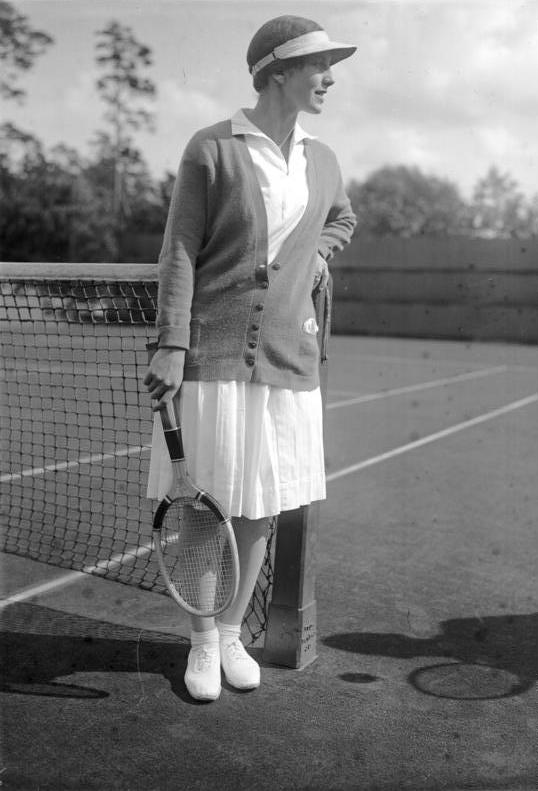
Гелен Віллс — чотириразова чемпіонка

| Рік  | Країна                              | Чемпіонка                           | Країна                              | Фіналістка                          | Рахунок                             |
| ---- | ----------------------------------- | ----------------------------------- | ----------------------------------- | ----------------------------------- | ----------------------------------- |
| 1897 | Франція                             | Адін Массон †                       | Франція                             | Сюзанн Жіно                         | 6–3, 6–1                            |
| 1898 | Франція                             | Адін Массон †                       | Франція                             | —                                   | Єдина учасниця                      |
| 1899 | Франція                             | Адін Массон †                       | Франція                             | —                                   | Єдина учасниця                      |
| 1900 | Франція                             | Івонн Прево †                       | Франція                             | —                                   | Єдина учасниця                      |
| 1901 | Франція                             | Сюзанн Жіно †                       | Франція                             | Leroux                              | 6–1, 6–1                            |
| 1902 | Франція                             | Адін Массон †                       | Франція                             | Сюзанн Жіно                         | 6–0, 6–1                            |
| 1903 | Франція                             | Адін Массон †                       | Франція                             | Кейт Жилу                           | 6–0, 6–8, 6–0                       |
| 1904 | Франція                             | Кейт Жилу †                         | Франція                             | Адін Массон                         | —                                   |
| 1905 | Франція                             | Кейт Жилу †                         | Франція                             | Івонн де Пфеффель                   | 6–0, 11–9                           |
| 1906 | Франція                             | Кейт Жилу †                         | Франція                             | Virginia MacVeagh                   | —                                   |
| 1907 | Франція                             | Комтесс де Кермель †                | Франція                             | Catherine d'Aliney d'Elva           | 6–1, retired                        |
| 1908 | Франція                             | Кейт Жилу †                         | Франція                             | Pean                                | 6–2, 6–2                            |
| 1909 | Франція                             | Жанна Матте †                       | Франція                             | Abeille Villard Gallay              | 10–8, 6–4                           |
| 1910 | Франція                             | Жанна Матте †                       | Франція                             | Жермен Ґолдінґ                      | 1–6, 6–1, 9–7                       |
| 1911 | Франція                             | Жанна Матте †                       | Франція                             | Марґеріт Брокеді                    | 6–2, 7–5                            |
| 1912 | Франція                             | Жанна Матте †                       | Франція                             | Marie Danet                         | 6–2, 7–5                            |
| 1913 | Франція                             | Марґеріт Брокеді †                  | Франція                             | Жанна Матте                         | 6–3, 6–3                            |
| 1914 | Франція                             | Марґеріт Брокеді †                  | Франція                             | Сюзанн Ленглен                      | 5–7, 6–4, 6–3                       |
| 1915 | Не відбувався (Перша світова війна) | Не відбувався (Перша світова війна) | Не відбувався (Перша світова війна) | Не відбувався (Перша світова війна) | Не відбувався (Перша світова війна) |
| 1916 | Не відбувався (Перша світова війна) | Не відбувався (Перша світова війна) | Не відбувався (Перша світова війна) | Не відбувався (Перша світова війна) | Не відбувався (Перша світова війна) |
| 1917 | Не відбувався (Перша світова війна) | Не відбувався (Перша світова війна) | Не відбувався (Перша світова війна) | Не відбувався (Перша світова війна) | Не відбувався (Перша світова війна) |
| 1918 | Не відбувався (Перша світова війна) | Не відбувався (Перша світова війна) | Не відбувався (Перша світова війна) | Не відбувався (Перша світова війна) | Не відбувався (Перша світова війна) |
| 1919 | Не відбувався (Перша світова війна) | Не відбувався (Перша світова війна) | Не відбувався (Перша світова війна) | Не відбувався (Перша світова війна) | Не відбувався (Перша світова війна) |
| 1920 | Франція                             | Сюзанн Ленглен †                    | Франція                             | Марґеріт Брокеді                    | 6–1, 7–5                            |
| 1921 | Франція                             | Сюзанн Ленглен †                    | Франція                             | Жермен Ґолдінґ                      | (walkover)                          |
| 1922 | Франція                             | Сюзанн Ленглен †                    | Франція                             | Жермен Ґолдінґ                      | 6–4, 6–2                            |
| 1923 | Франція                             | Сюзанн Ленглен †                    | Франція                             | Жермен Ґолдінґ                      | 6–1, 6–4                            |
| 1924 | Франція                             | Жулі Власто †                       | Франція                             | Жанн Воссар                         | 6–2, 6–3                            |
| 1925 | Франція                             | Сюзанн Ленглен                      | Велика Британія                     | Кетлін Маккейн-Годфрі               | 6–1, 6–2                            |
| 1926 | Франція                             | Сюзанн Ленглен                      | США                                 | Мері Браун                          | 6–1, 6–0                            |
| 1927 | Нідерланди                          | Кіа Боуман                          | ПАР                                 | Ірен Бовдер-Пікок                   | 6–2, 6–4                            |
| 1928 | США                                 | Гелен Віллс                         | Велика Британія                     | Ейлін Беннетт-Віттінґстолл          | 6–1, 6–2                            |
| 1929 | США                                 | Гелен Віллс                         | Франція                             | Сімонн Матьє                        | 6–3, 6–4                            |
| 1930 | США                                 | Гелен Віллс                         | США                                 | Гелен Джейкобс                      | 6–2, 6–1                            |
| 1931 | Німеччина                           | Сіллі Оссем                         | Велика Британія                     | Бетті Натголл                       | 8–6, 6–1                            |
| 1932 | США                                 | Гелен Віллс                         | Франція                             | Сімонн Матьє                        | 7–5, 6–1                            |
| 1933 | Велика Британія                     | Марґарет Скрайвен                   | Франція                             | Сімонн Матьє                        | 6–2, 4–6, 6–4                       |
| 1934 | Велика Британія                     | Марґарет Скрайвен                   | США                                 | Гелен Джейкобс                      | 7–5, 4–6, 6–1                       |
| 1935 | [ 8 ]                               | Гільде Кравінкель-Сперлінг          | Франція                             | Сімонн Матьє                        | 6–2, 6–1                            |
| 1936 | [ 9 ]                               | Гільде Кравінкель-Сперлінг          | Франція                             | Сімонн Матьє                        | 6–3, 6–4                            |
| 1937 | [ 10 ]                              | Гільде Кравінкель-Сперлінг          | Франція                             | Сімонн Матьє                        | 6–2, 6–4                            |
| 1938 | Франція                             | Сімонн Матьє                        | Франція                             | Неллі Ландрі                        | 6–0, 6–3                            |
| 1939 | Франція                             | Сімонн Матьє                        | Польща                              | Ядвіга Єнджейовська                 | 6–3, 8–6                            |
| 1940 | Не відбувався (Друга світова війна) | Не відбувався (Друга світова війна) | Не відбувався (Друга світова війна) | Не відбувався (Друга світова війна) | Не відбувався (Друга світова війна) |
| 1941 | Люксембург                          | Alice Weiwers ††                    | Франція                             | Анн-Марі Сегерс                     | 6–3, 6–0                            |
| 1942 | Люксембург                          | Alice Weiwers ††                    | Швейцарія                           | Лолетт Пайо                         | 6–4, 6–4                            |
| 1943 | Франція                             | Сімон Ляфарг ††                     | Люксембург                          | Alice Weiwers                       | 6–1, 7–5                            |
| 1944 | Франція                             | Реймонд Вебер Джонс ††              | Франція                             | Жаклін Паторні                      | 6–4, 9–7                            |
| 1945 | Швейцарія                           | Лолетт Пайо ††                      | Франція                             | Сімон Ляфарг                        | 6–3, 6–4                            |
| 1946 | США                                 | Маргарет Осборн Дюпон               | США                                 | Полін Бетц                          | 1–6, 8–6, 7–5                       |
| 1947 | США                                 | Патрісія Каннінґ-Тодд               | США                                 | Доріс Гарт                          | 6–3, 3–6, 6–4                       |
| 1948 | Франція                             | Неллі Ландрі                        | США                                 | Ширлі Фрай                          | 6–2, 0–6, 6–0                       |
| 1949 | США                                 | Маргарет Осборн Дюпон               | Франція                             | Неллі Ландрі                        | 7–5, 6–2                            |
| 1950 | США                                 | Доріс Гарт                          | США                                 | Патрісія Каннінґ-Тодд               | 6–4, 4–6, 6–2                       |
| 1951 | США                                 | Ширлі Фрай                          | США                                 | Доріс Гарт                          | 6–3, 3–6, 6–3                       |
| 1952 | США                                 | Доріс Гарт                          | США                                 | Ширлі Фрай                          | 6–4, 6–4                            |
| 1953 | США                                 | Морін Конноллі                      | США                                 | Доріс Гарт                          | 6–2, 6–4                            |
| 1954 | США                                 | Морін Конноллі                      | Франція                             | Жінетт Бюкай                        | 6–4, 6–1                            |
| 1955 | Велика Британія                     | Анджела Мортімер                    | США                                 | Дороті Гед Ноуд                     | 2–6, 7–5, 10–8                      |
| 1956 | США                                 | Алтея Гібсон                        | Велика Британія                     | Анджела Мортімер                    | 6–0, 12–10                          |
| 1957 | Велика Британія                     | Ширлі Брешер                        | США                                 | Дороті Гед Ноуд                     | 6–1, 6–3                            |
| 1958 | Угорщина                            | Жужа Кермеці                        | Велика Британія                     | Ширлі Брешер                        | 6–4, 1–6, 6–2                       |
| 1959 | Велика Британія                     | Крістін Труман                      | Угорщина                            | Жужа Кермеці                        | 6–4, 7–5                            |
| 1960 | США                                 | Дарлін Гард                         | Мексика                             | Йола Рамірес                        | 6–3, 6–4                            |
| 1961 | Велика Британія                     | Енн Джонс                           | Мексика                             | Йола Рамірес                        | 6–2, 6–1                            |
| 1962 | Австралія                           | Маргарет Корт                       | Австралія                           | Леслі Тернер Боурі                  | 6–3, 3–6, 7–5                       |
| 1963 | Австралія                           | Леслі Тернер Боурі                  | Велика Британія                     | Енн Джонс                           | 2–6, 6–3, 7–5                       |
| 1964 | Австралія                           | Маргарет Корт                       | Бразилія                            | Марія Буено                         | 5–7, 6–1, 6–2                       |
| 1965 | Австралія                           | Леслі Тернер Боурі                  | Австралія                           | Маргарет Корт                       | 6–3, 6–4                            |
| 1966 | Велика Британія                     | Енн Джонс                           | США                                 | Ненсі Річі                          | 6–3, 6–1                            |
| 1967 | Франція                             | Франсуаз Дюрр                       | Австралія                           | Леслі Тернер Боурі                  | 4–6, 6–3, 6–4                       |

### Відкритий чемпіонат Франції

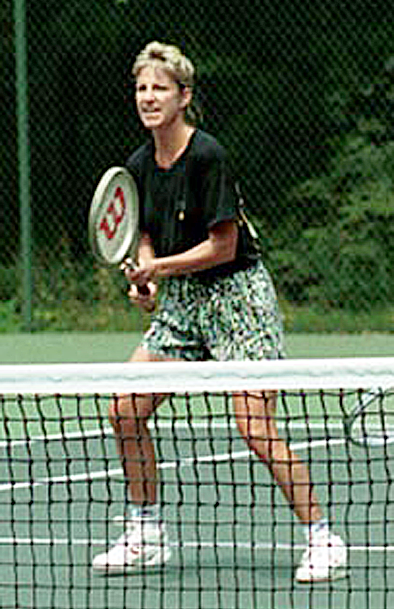
Кріс Еверт протягом 13 років здобула сім титулів.

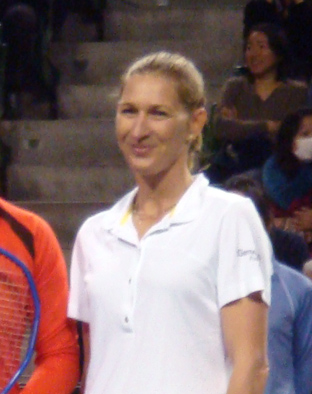
Штеффі Граф — шестиразова чемпіонка.

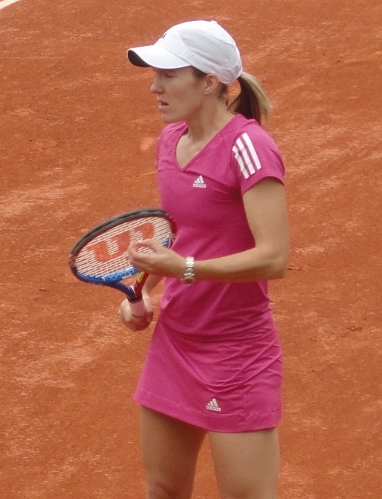
Жустін Енен — чотириразова чемпіонка.

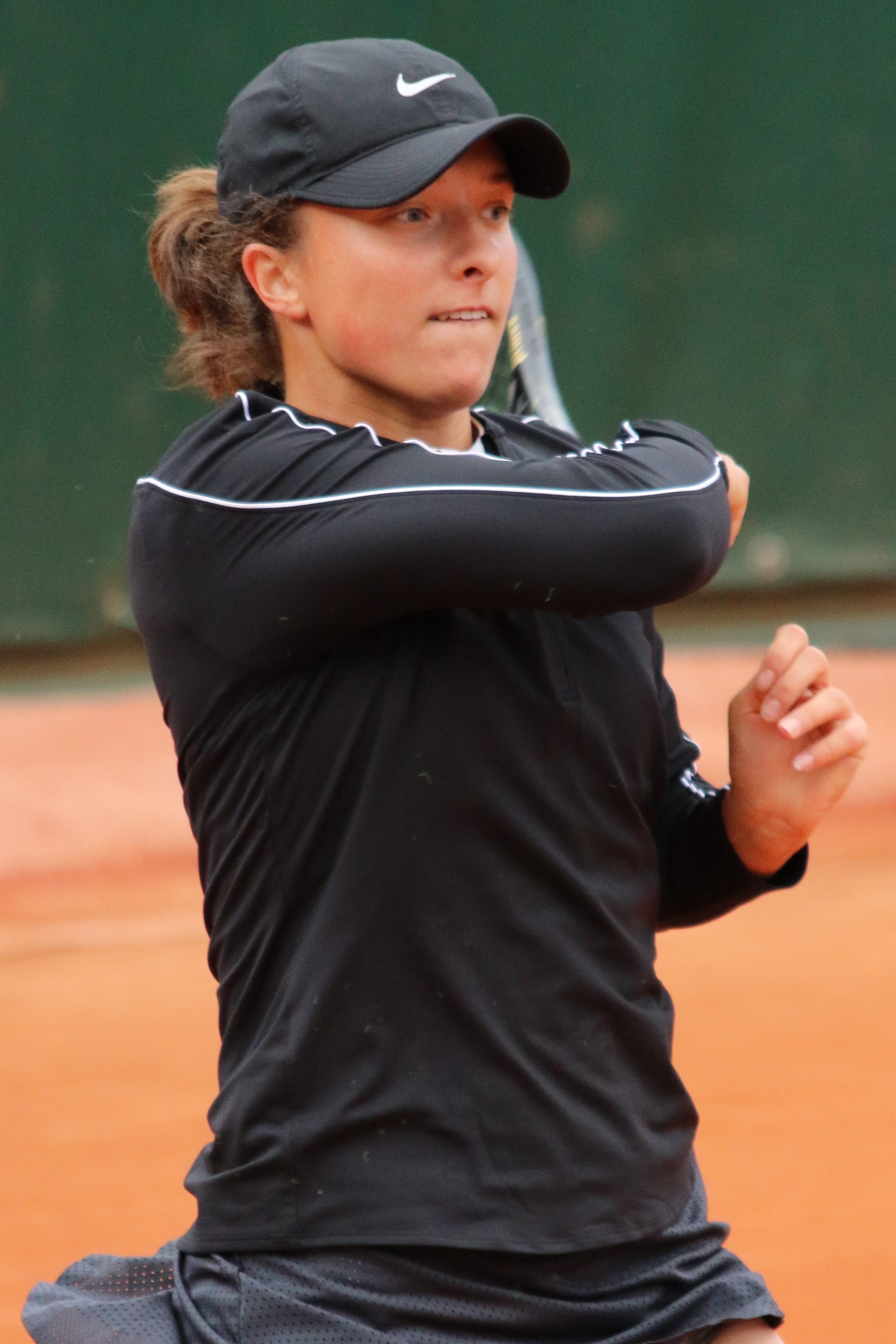
Four-time champion Іга Свьонтек — чотириразова чемпіонка.

| Рік  | Країна                      | Чемпіонка                 | Країна          | Фіналістка             | Рахунок                 |
| ---- | --------------------------- | ------------------------- | --------------- | ---------------------- | ----------------------- |
| 1968 | США                         | Ненсі Річі                | Велика Британія | Енн Джонс              | 5–7, 6–4, 6–1           |
| 1969 | Австралія                   | Маргарет Корт             | Велика Британія | Енн Джонс              | 6–1, 4–6, 6–3           |
| 1970 | Австралія                   | Маргарет Корт (2)         | [ a ]           | Гельга Ніссен Мастгофф | 6–2, 6–4                |
| 1971 | Австралія                   | Івонн Гулагонг            | Австралія       | Гелен Гурлей           | 6–3, 7–5                |
| 1972 | США                         | Біллі Джин Кінг           | Австралія       | Івонн Гулагонг-Коулі   | 6–3, 6–3                |
| 1973 | Австралія                   | Маргарет Корт (3)         | США             | Кріс Еверт             | 6–7(5–7), 7–6(8–6), 6–4 |
| 1974 | США                         | Кріс Еверт                | СРСР            | Ольга Морозова         | 6–1, 6–2                |
| 1975 | США                         | Кріс Еверт (2)            | [ b ]           | Мартіна Навратілова    | 2–6, 6–2, 6–1           |
| 1976 | Велика Британія             | Сью Баркер                | Чехословаччина  | Рената Томанова        | 6–2, 0–6, 6–2           |
| 1977 | Югославія                   | Міма Яушовець             | Румунія         | Флоренца Міхай         | 6–2, 6–7(5–7), 6–1      |
| 1978 | Румунія                     | Вірджинія Рузіч           | Югославія       | Міма Яушовець          | 6–2, 6–2                |
| 1979 | США                         | Кріс Еверт (3)            | Австралія       | Венді Тернбулл         | 6–2, 6–0                |
| 1980 | США                         | Кріс Еверт (4)            | Румунія         | Вірджинія Рузіч        | 6–0, 6–3                |
| 1981 | [ b ]                       | Гана Мандлікова           | ФРН             | Сільвія Ганіка         | 6–2, 6–4                |
| 1982 | США                         | Мартіна Навратілова       | США             | Андреа Єйгер           | 7–6(8–6), 6–1           |
| 1983 | США                         | Кріс Еверт (5)            | Югославія       | Міма Яушовець          | 6–1, 6–2                |
| 1984 | США                         | Мартіна Навратілова (2)   | США             | Кріс Еверт             | 6–3, 6–1                |
| 1985 | США                         | Кріс Еверт (6)            | США             | Мартіна Навратілова    | 6–3, 6–7(4–7), 7–5      |
| 1986 | США                         | Кріс Еверт (7)            | США             | Мартіна Навратілова    | 2–6, 6–3, 6–3           |
| 1987 | [ a ]                       | Штеффі Граф               | США             | Мартіна Навратілова    | 6–4, 4–6, 8–6           |
| 1988 | ФРН                         | Штеффі Граф (2)           | СРСР            | Наташа Звєрєва         | 6–0, 6–0                |
| 1989 | Іспанія                     | Аранча Санчес Вікаріо     | ФРН             | Штеффі Граф            | 7–6(8–6), 3–6, 7–5      |
| 1990 | Югославія                   | Моніка Селеш              | ФРН             | Штеффі Граф            | 7–6(8–6), 6–4           |
| 1991 | Югославія                   | Моніка Селеш (2)          | Іспанія         | Аранча Санчес Вікаріо  | 6–3, 6–4                |
| 1992 | Союзна Республіка Югославія | Моніка Селеш (3)          | Німеччина       | Штеффі Граф            | 6–2, 3–6, 10–8          |
| 1993 | Німеччина                   | Штеффі Граф (3)           | США             | Мері Джо Фернандес     | 4–6, 6–2, 6–4           |
| 1994 | Іспанія                     | Аранча Санчес Вікаріо (2) | Франція         | Марі П'єрс             | 6–4, 6–4                |
| 1995 | Німеччина                   | Штеффі Граф (4)           | Іспанія         | Аранча Санчес Вікаріо  | 7–5, 4–6, 6–0           |
| 1996 | Німеччина                   | Штеффі Граф (5)           | Іспанія         | Аранча Санчес Вікаріо  | 6–3, 6–7(4–7), 10–8     |
| 1997 | Хорватія                    | Іва Майолі                | Швейцарія       | Мартіна Хінгіс         | 6–4, 6–2                |
| 1998 | Іспанія                     | Аранча Санчес Вікаріо (3) | США             | Моніка Селеш           | 7–6(7–5), 0–6, 6–2      |
| 1999 | Німеччина                   | Штеффі Граф (6)           | Швейцарія       | Мартіна Хінгіс         | 4–6, 7–5, 6–2           |
| 2000 | Франція                     | Марі П'єрс                | Іспанія         | Кончита Мартінес       | 6–2, 7–5                |
| 2001 | США                         | Дженніфер Капріаті        | Бельгія         | Кім Клейстерс          | 1–6, 6–4, 12–10         |
| 2002 | США                         | Серена Вільямс            | США             | Вінус Вільямс          | 7–5, 6–3                |
| 2003 | Бельгія                     | Жустін Енен               | Бельгія         | Кім Клейстерс          | 6–0, 6–4                |
| 2004 | Росія                       | Анастасія Мискіна         | Росія           | Олена Дементьєва       | 6–1, 6–2                |
| 2005 | Бельгія                     | Жустін Енен (2)           | Франція         | Марі П'єрс             | 6–1, 6–1                |
| 2006 | Бельгія                     | Жустін Енен (3)           | Росія           | Світлана Кузнецова     | 6–4, 6–4                |
| 2007 | Бельгія                     | Жустін Енен (4)           | Сербія          | Ана Іванович           | 6–1, 6–2                |
| 2008 | Сербія                      | Ана Іванович              | Росія           | Дінара Сафіна          | 6–4, 6–3                |
| 2009 | Росія                       | Світлана Кузнецова        | Росія           | Дінара Сафіна          | 6–4, 6–2                |
| 2010 | Італія                      | Франческа Ск'явоне        | Австралія       | Саманта Стосур         | 6–4, 7–6(7–2)           |
| 2011 | КНР                         | Лі На                     | Італія          | Франческа Ск'явоне     | 6–4, 7–6(7–0)           |
| 2012 | Росія                       | Марія Шарапова            | Італія          | Сара Еррані            | 6–3, 6–2                |
| 2013 | США                         | Серена Вільямс (2)        | Росія           | Марія Шарапова         | 6–4, 6–4                |
| 2014 | Росія                       | Марія Шарапова (2)        | Румунія         | Сімона Халеп           | 6–4, 6–7(5–7), 6–4      |
| 2015 | США                         | Серена Вільямс (3)        | Чехія           | Луціє Шафарова         | 6–3, 6–7(2–7), 6–2      |
| 2016 | Іспанія                     | Гарбінє Мугуруса          | США             | Серена Вільямс         | 7–5, 6–4                |
| 2017 | Латвія                      | Олена Остапенко           | Румунія         | Сімона Халеп           | 4–6, 6–4, 6–3           |
| 2018 | Румунія                     | Сімона Халеп              | США             | Слоун Стівенс          | 3–6, 6–4, 6–1           |
| 2019 | Австралія                   | Ешлі Барті                | Чехія           | Маркета Вондроушова    | 6–1, 6–3                |
| 2020 | Польща                      | Іга Свьонтек              | США             | Софія Кенін            | 6–4, 6–1                |
| 2021 | Чехія                       | Барбора Крейчикова        | Росія           | Анастасія Павлюченкова | 6–1, 2–6, 6–4           |
| 2022 | Польща                      | Іга Свьонтек (2)          | США             | Корі Гофф              | 6–1, 6–3                |
| 2023 | Польща                      | Іга Свьонтек (3)          | Чехія           | Кароліна Мухова        | 6–2, 5–7, 6–4           |
| 2024 | Польща                      | Іга Свьонтек (4)          | Італія          | Жасмін Паоліні         | 6–2, 6–1                |
| 2025 | США                         | Коко Гофф                 |                 | Аріна Соболенко        | 6–7(5–7), 6–2, 6–4      |

## Виноски
1. 1 2  Федеративна Республіка Німеччина (1949—1990), після Возз'єднання Німеччини 1990 року — Німеччина.
2. 1 2  Чехословаччина (1918–1992), не враховує статистики Чехії та Словаччини.